# Американска икономическа асоциация
Американска икономическа асоциация (на английски: American Economic Association, AEA)е научно дружество в областта на икономиката със седалище в Нашвил, Тенеси. Публикува един от най-престижните академични икономически журнали: Американски икономически преглед. АИА е основана през 1885 г. от млади икономисти обучени в Германското историческо училище; от 1900 г. е под контрола на академици.
Целите на асоциацията са: 1) Насърчаване на икономически проучвания, особено исторически и статистически изследвания на фактическите условия на индустриалния живот; 2) Издаване на публикации на икономически теми; 3) Насърчаването на пълна свобода на икономическите дискусии. Асоциацията като такава няма предубедено отношение, нито ангажира членовете си с позиция по практически икономически въпроси. Настоящият президент е Кристофър А. Симс от университета Принстън.
Състояла се някога предимно от преподаватели в колежи и университети, сега Асоциацията привлича увеличаващ се брой членове от бизнес и професионални групи. Днес членовете са около 18 000, повече от половината от които са академици. Около 15% са ангажирани в бизнеса и индустрията, а остатъка главно във федералното, държавното и местно управление, или други организации с нестопанска цел.

## Дейности
Много години АИА издава три икономически списания: Американски икономически преглед, Журнал за икономическа литература и Журнал на икономическите перспективи (който е достъпен безплатно в интернет). През 2009 г. започва издаването на 4 нови специализирани журнала, под общото название Американски икономически журнал (АИЖ). Четирите сфери обхванати в АИЖ са приложна икономика, икономическа политика, макро- и микроикономика.
АИА поддържа също така EconLit, електронната библиография на АИА. Това е комплексен индекс на рецензирани статии в списания, книги, рецензии на книги, събрани издания на статии, разработки и дисертации. Събрани и резюмирани в удобен за търсене формат, EconLit включва 125 години икономическа литература от цял свят. Следва класификацията на ЖИЛ за кодове на Журнала за икономическа литература.
АИА спонсорира RFE: Ресурси за икономисти в интернет, онлайн източник достъпен за масите без необходимост от абонамент. Налични под формата на каталог са над 2000 интернет сайта в 97 раздели и подраздели RFE към този момент се обновява на месечна база.
АИА заедно с над 50 асоциации в подобни сфери организира тридневна ежегодна среща за представяне на статии на общи икономически теми. Тази среща включва около 500 учебни лекции. Услуга за намиране на работа в помощ на работодатели и кандидати за работа започва ден по-рано от срещите. Продължителна образователна програма се състои веднага след годишната среща. Темите варират от година на година.
Всяка година АИА избира Отличили се стипендианти с което признава дългогодишният изследователският принос на четирима икономисти. Асоциацията също така ежегодно присъжда Медал Джон Бейтс Кларк за изключителни изследователски постижения в икономиката на учен на възраст под 40 години; често е наричан „Бебе Нобел“ тъй като много от получателите впоследствие стават и Небелови лауреати. Последният спечелил (2011 г.) е Джонатан Левин.

## Отношения на членове
През 1959 г., Джордж Стиглър казва, че изучаването на икономика превръща хората в „консервативни“ и че наистина „икономистите са консервативни“. Пол Кругман твърди, че неокласическият микро-макро синтез е „несъвършен, но работещ съюз постигнат преди половин век, който е позволил на икономистите да комбинират умерено активистки възгледи за паричната политика с иначе вярвания като цяло за безплатен пазар“. Deirdre McCloskey, разкривайки „тайните грехове на икономиката“ през 2002 г. казва „Либертарианството е типично за икономиката, особено за англоговорещите икономисти, и най-вече за американските икономисти.
Използвайки данни от проучване на професори през 70-те, социологът Seymour Martin Lipset заключва, „Много от най-влиятелните млади учени в сферата на икономиката са поддръжници на анти-етатистки доктрини за свободния пазар“. По-съвременни проучвания от 21 век сочат много различни резултати и показват, че икономистите за свободния пазар представляват малка част от всички икономисти. Проучване сред членовете на АИА показва техните възгледи по 18 специфични форми на управленски активизъм, откривайки че около 8% от членовете на АИА могат да бъдат определени като поддръжници на свободния пазар, а по-малко от 3% могат да бъдат определени като силни поддръжници. Дори средностатистическият член на АИА републиканец е раздвоен, не свободен пазар.
William McEachern, икономист от университета в Кънектикът, анализира дарителската кампанията от 2004 г. на членове на АИА, членове на комитет, длъжностни лица, редактори, рецензенти и автори. Той открил, че дарителите от 2004 г. силно подкрепяли Демократичната партия, особено тези на лидерски позиции. Той твърди, че това противоречи на позицията на АИА за непартизанщина, че подкрепянето на определено мнение спрямо друго вреди на професията на икономиста, и че убива духа на дискусията, които АИА се опитва да популяризира и това може да доведе до интелектуално самодоволство.
Критици на твърдението на McEachern спорят, че разследване на кампанията за дарения на икономистите на АИА е неуместна. Те подкрепят разследване на научни изследвания, а не на изследователя, чийто възгледи и идеологии са без значение за публикуваните данни. Освен това, членство в асоциацията е достъпно за всеки, без значение от техните политически възгледи, и съответната политическата принадлежност на членовете влияе само на решението за влизане в асоциацията на самия човек.
Поддръжници на такива разследвания твърдят, че разкриването на идеологическите предпочитания ще подсили автентичен дискурс. Читателите могат по-добре да интерпретират текста и да внимават за пристрастия. Нобеловият лауреат Gunnar Myrdal е силен поддръжник на разкриването на собствените възгледи при икономически дискурс.